# Run Away
Run Away är en låt av SunStroke Project och Olia Tira som representerade Moldavien i Eurovision Song Contest 2010 i Oslo. Låten kom på tionde plats med 52 poäng i semifinal 1 och gick därmed vidare till final. Väl i finalen kom låten på 22:a plats med 27 poäng.